# Podhorányi László
Podhorányi László (? – Nagyszombat, 1710. szeptember 12.) Jézus-társasági áldozópap.

## Élete
1676. október 16-án lépett a rendbe; tanár volt Nagyszombatban, ahol 1710-ben bekövetkezett haláláig működött.

## Munkái
- Iter honoris lauream processuris a Pallade paratum ac Illustr. Comitibus Thomae et Nicolae Csáki dicatum. Tyrnaviae, 1695
- Nucleus honoris e gemina cortice erutus sive Lusus poematico anagrammaticus in gestis et titulis eorundem Comitum instructus. Uo. 1696
- Propugnatio festi Theophorae ... promotore ... Uo. 1706